# Траверс, Жан Балтазар де ла
Жан Балтазар де ла Траверс (фр. Jean Balthasar de la Traverse) 1752, Франция — не ранее 1808 — российский художник и театральный актёр французского происхождения.

## Биография и творчество
Родился во Франции, в 1752 году. О жизни художника до приезда в Россию сведений практически нет. Приехал в Петербург он в  1773 году, поступив на службу во французскую труппу императорских театров. Роли ему доставались небольшие, соответственно незначительным было и вознаграждение. Поэтому он подрабатывал рисовальщиком, работая в жанре пейзажа в технике акварели. Известен период работы в России — 1778—1798 годы.

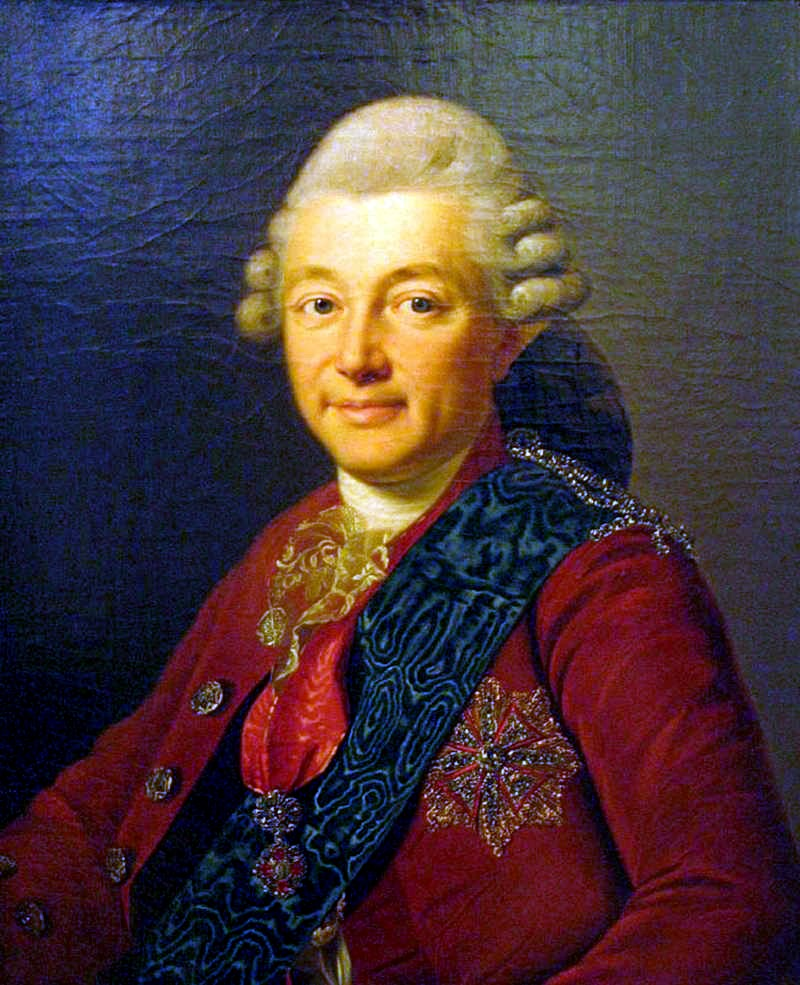
Граф А. С. Строганов, покровитель художника в России

В начале 1780-х годов известный вельможа и ценитель искусства граф А. С. Строганов, с целью всестороннего образования своего единственного сына Павла, заказал французскому художнику Жану Балтазару де ла Траверсу альбом гуашей и акварелей с видами городов Российской империи. Жан Балтасар много путешествовал, побывал в Москве, Финляндии, Калмыкии, на Волге, писал виды городов, монастырей, усадеб. Эти рисунки вошли в альбом «Путешествующий по России живописец», содержащий более 200 рисунков.
В конце 1780-х годов художник посетил Крым, где в это время шла очередная русско-турецкая война (1787—1791), закончившаяся рядом побед русской армии и флота. Победы на Хаджибеевском лимане, в Керченском проливе, осада и взятие Очакова и  штурм Измаила были связаны с именами флотоводца Фёдора Ушакова и полководца Александра Суворова. Траверс создал несколько батальных картин на эти сюжеты.
Долгое время его по ошибке отождествляли с другим французским эмигрантом — маркизом Де Траверсе (фр. Jean-Baptiste Prévost de Sansac, marquis de Traversay) — адмиралом российского флота, позднее морским министром, который также действовал на юге России в то же время в качестве командира Черноморского флота в первое десятилетие XIX века.

Батальные работы Ж.-Б. де ла Траверса из собрания Национального музея «Киевская картинная галерея»
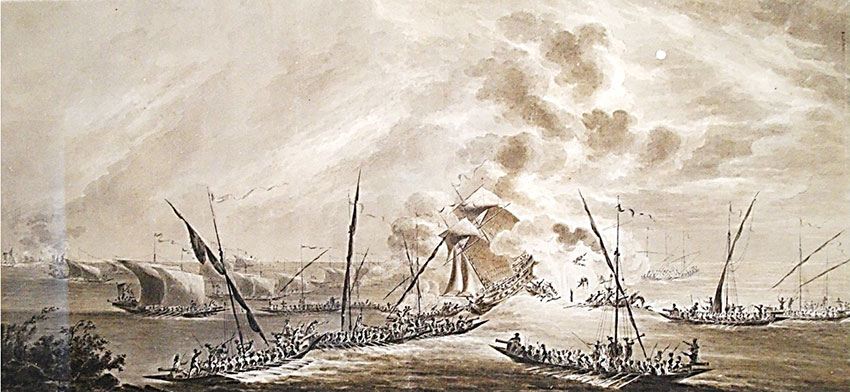
Жан Бальтазар де ла Траверс. Морская баталия. Конец 1780-х. Бумага, акварель. НМККГ
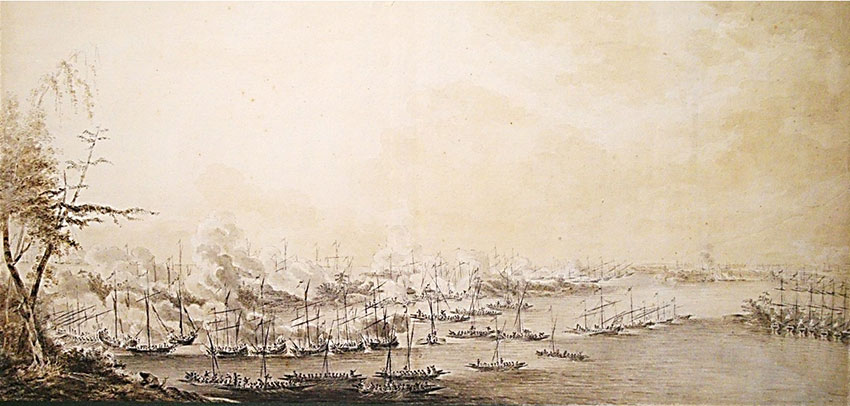
Жан Бальтазар де ла Траверс. Морская баталия. Конец 1780-х. Бумага, акварель. НМККГ
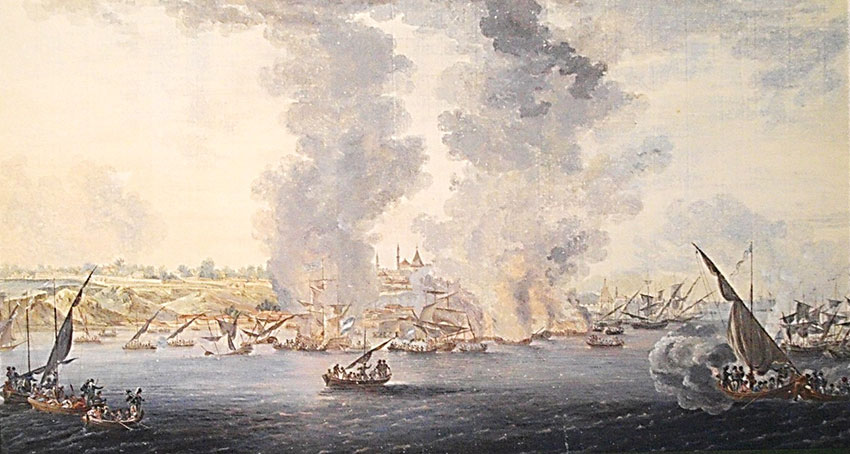
Жан Бальтазар де ла Траверс. Морская баталия (Штурм Очакова или Измаила). 1790-1791. Бумага, акварель. НМККГ

Главная его заслуга в визуализации многих объектов, зданий, городских панорам, которые часто не сохранились до нашего времени. Иногда Траверс вместо рисования с натуры просто копировал чужие работы с некоторыми изменениями. Так например, некоторые виды Новороссийской губернии и, в частности, Крыма он создал как копии с рисунков штатного рисовальщика генерал-губернатора Новороссийского края князя Г. А. Потемкина — художника М. М. Иванова, впоследствии академика живописи. Ценность копий Траверса однако в том, что многие исходные оригиналы не сохранились.
О смерти точных данных нет, последнее упоминание относят к 1808 году.

Работы Ж.-Б. де ла Траверса из разных коллекций
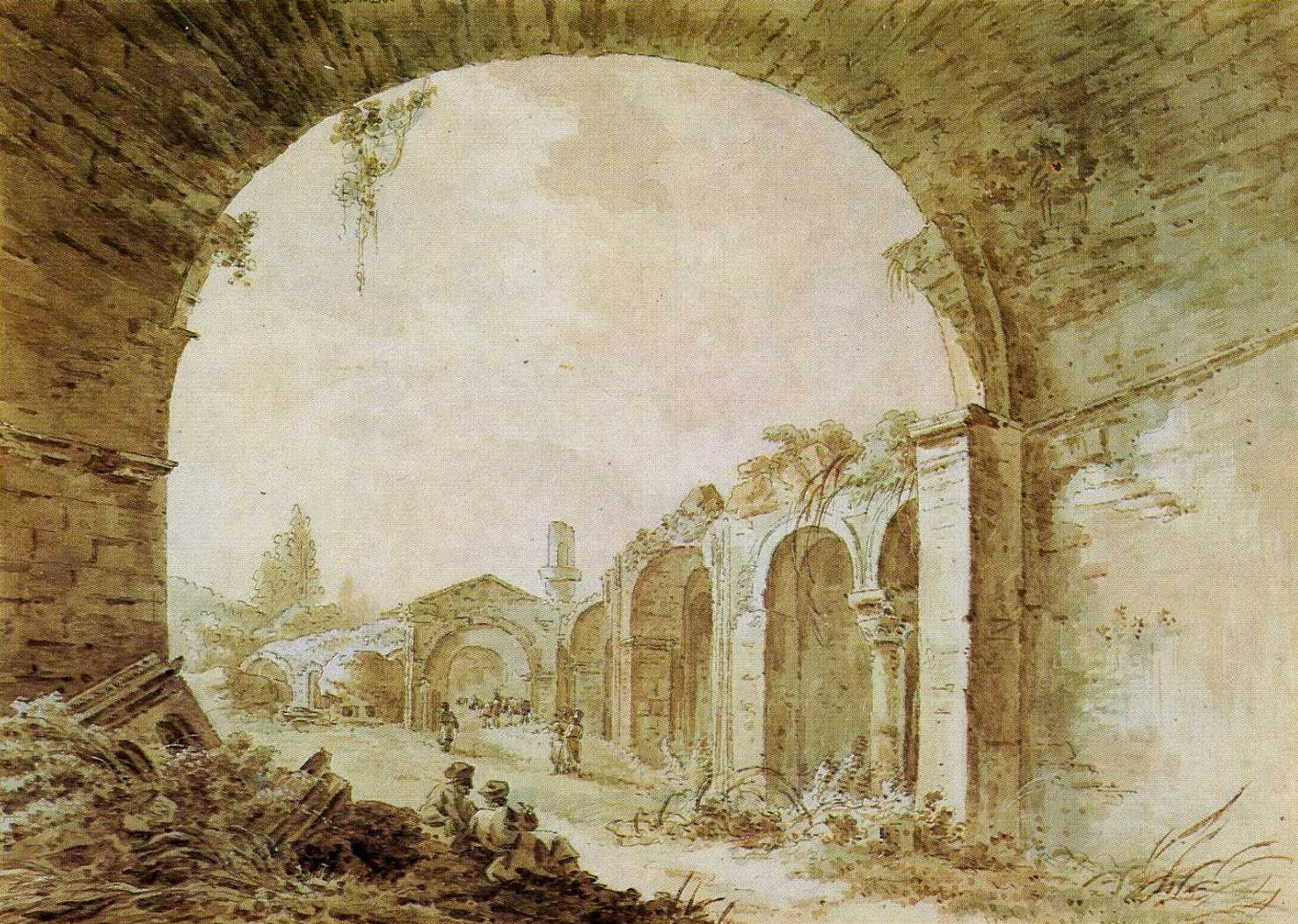
Старый Крым. 1789. Бумага, акварель
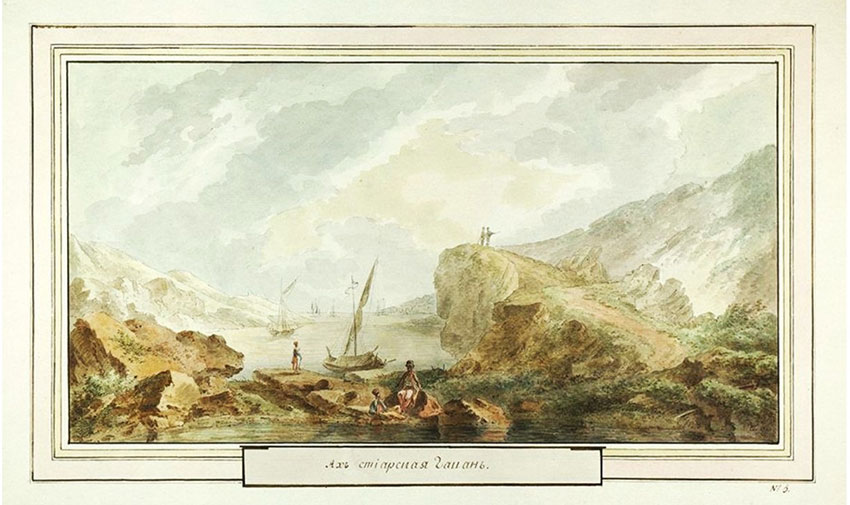
Ахтиарская гавань. 1790. Бумага, акварель. Частное собрание
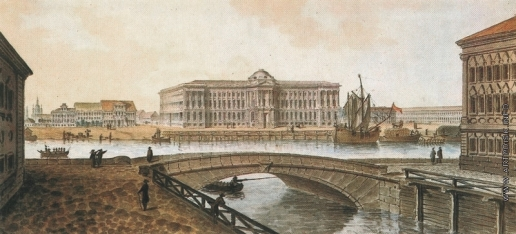
Вид на Академию художеств в Петербурге. 1790-е.  Бумага, акварель, гуашь. Размер 24,2 х 51,1. Государственный музей изобразительных искусств им. А.С. Пушкина. Отдел личных коллекций
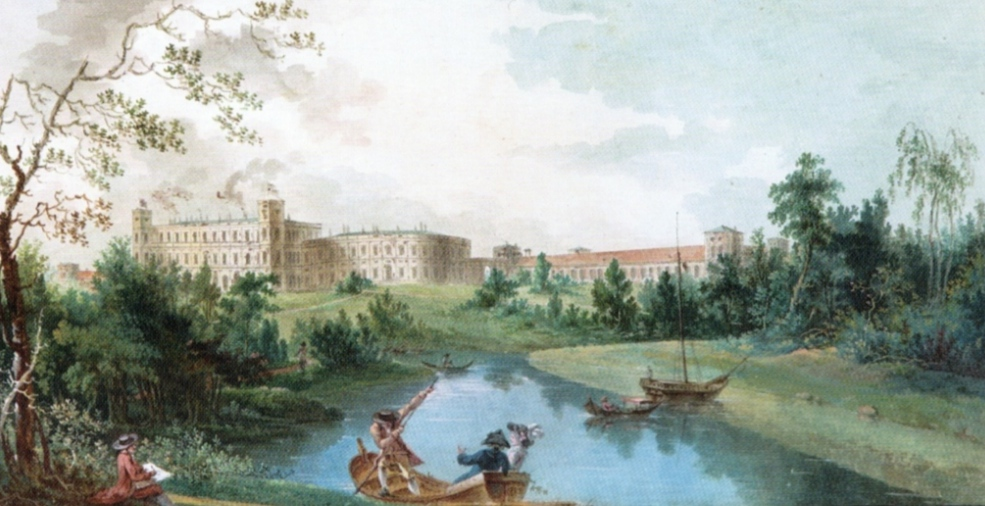
Гатчинский дворец и малый пруд на реке Ижоре.Государственный музей изобразительных искусств им. А.С. Пушкина

## Известные работы
Впоследствии альбом «Путешествующий по России живописец» был разброшюрован и распродан советскими властями в 1930-е годы через контору «Антиквариат». До нашего времени в различных собраниях дошло более 100 произведений живописца, изображающих различные населённые пункты России. Три картины морских баталий, исполненные Ж.-Б. де ла Траверсом в 1788—1790 годах, хранятся в собрании Национального музея «Киевская картинная галерея».
Работа "Вид на Академию художеств в Петербурге", 1790-е годы находится в собрании Государственного музея изобразительных искусств им. А.С. Пушкина в отделе личных коллекций.

## Семья и потомки
Дочь — Мари Фелисите (1777—1829) вышла замуж за Жозефа Франсуа Термена (1778—1833), потомка гугенотов, художника при постройке Исаакиевского собора в Петербурге.
Их потомки жили в Петербурге, Москве и Киеве. Один из них — инженер, создатель ряда киевских фонтанов, Алексей Федорович Термен (1835—1909), другой, также инженер, Лев Сергеевич Термен (1896—1993) работавший в Ленинграде, изобретатель терменвокса.